# Kids Say the Darndest Things
Kids Say the Darndest Things ist eine US-amerikanische Comedysendung, die vom 9. Januar 1998 bis zum 23. Juni 2000 mit Bill Cosby als Moderator bei CBS ausgestrahlt wurde. Die Ausstrahlung dieser Folgen erfolgte in Deutschland unter dem Titel Cosby & Kids. Ein Remake mit Tiffany Haddish als Moderatorin wurde vom 6. Oktober 2019 bis zum 19. Januar 2020 bei ABC ausgestrahlt. Die Neuauflage wurde zunächst nach einer Staffel eingestellt. Seit dem 5. Mai 2021 ist die Sendung jedoch wieder bei CBS zu sehen, wobei erneut Tiffany Haddish moderiert.

## Konzept
Der Moderator beginnt ein Gespräch über Themen des Lebens mit einem Kind, das seine eigene, oft unterhaltsame Perspektive zu dem Thema zeigt.
Zu Beginn der Show gab es oft eine Rückblende auf Linkletters Show Art Linkletter's House Party, bei der Cosby von Linkletter bei der Vorstellung der Clips unterstützt wurde. Sie zeigen die gleichen humorvollen Reaktionen der Kinder auf Fragen von Linkletter. Cosby steuerte ebenfalls einen Teil des Humors bei.
Bei der Neuauflage wurde dieses Konzept weitergeführt. Dabei wurde ein Teil vor Live-Publikum aufgeführt und ein Teil vorher aufgezeichnet.

## Produktion
Die Sendung basiert auf einer Rubrik aus Art Linkletters Radio- und Fernsehsendung House Party, die von 1945 bis 1969 an fünf Tagen pro Woche gezeigt wurde.
Die erste Adaption als eigene Fernsehsendung wurde von CBS Productions zusammen mit LMNO Productions und Linkletters Unternehmen Linkletter Productions als Co-Produzenten produziert.
Die Neuauflage wurde von CBS Television Studios zusammen mit dem Produktionsunternehmen von Tiffany Haddish, She Ready Productions, und Eric Schotz von Anvil 1893 Entertainment produziert.

## Internationale Versionen
| Land                   | Name                                                                | Moderator          | Sender                              | Beginn Erstausstrahlung | Ende Erstausstrahlung |
| ---------------------- | ------------------------------------------------------------------- | ------------------ | ----------------------------------- | ----------------------- | --------------------- |
| Australien             | Kidspeak                                                            | Andrew Daddo       | Seven Network                       | 1999                    | 2000                  |
| Indien                 | Badmaash Company - Ek Sharat Hone Ko Hains Kutties Chutties (Tamil) | Juhi Chawla        | Colors TV Sun TV (Tamil)            | 2000                    | 2000                  |
| Italien                | Zitti tutti! Parlano loro                                           | Carlo Conti        | Rai 1                               | 17. Januar 2000         | 26. Mai 2000          |
| Singapur               | Kids Talk Back                                                      | Andrew Lim         | Television Corporation of Singapore | 1999                    | 1999                  |
| Singapur               | Gurmit's Small Talk                                                 | Gurmit Singh       | Television Corporation of Singapore | 2003                    | 2003                  |
| Ungarn                 | Gyerekszáj                                                          | Sándor Friderikusz | TV2                                 | 2000                    | 2002                  |
| Vereinigtes Königreich | Kids Say the Funniest Things                                        | Michael Barrymore  | ITV                                 | 27. Dezember 1998       | 8. Oktober 2000       |